# 喬登·福斯特
喬登·約翰·福斯特（英語：Jordon John Forster；1993年9月23日—）是一位蘇格蘭足球運動員，在場上的位置是後衛。他現在效力於蘇格蘭足球冠軍聯賽球隊登地。

## 球會生涯
福斯特最初在些路迪青年隊學習踢球，但在2010年被告知不太可能獲得一份職業合約後，便改投喜伯年青年隊。在2011/12球季下半季，他被外借至伯威克流浪。2012年5月，雙方簽下一份為期一年的合約，並在新球季外借至東法夫。
2013年5月12日，他首次代表喜伯年上場，參加以2-1擊敗哈茨的比賽。此外，他亦在2013年蘇格蘭足總盃上場，入替因傷退下的詹姆斯·麥克帕克。2013年6月，他與球會續約一年。六個月後，福斯特與球會續約至2016年。
2016年1月12日，他被外借至英格蘭足球乙級聯賽球會普利茅夫至球季結束。外借結束後，2016年7月他與球會續約兩年至2018年。16/17球季，他助球隊贏得蘇冠冠軍，使球隊來季晉升至蘇超。
為了獲得更多比賽機會，他在2017年7月轉會至英乙球會車頓咸，兩年間在各項賽事共上場41次打進1球。
2019年6月，福斯特與登地簽下兩年合約加盟，附有一年延長權。季初他獲得不少比賽機會，但時常犯錯使他有段時間失去比賽位置。回歸後他與基斯杜菲·比拉和乔希·米金斯三人組成後防拍擋，而福斯特亦成為隊中重要一員，助球隊連續5場保清白之身，及在2020年2月22日對南部皇后一役打進在登地首顆進球。然而球隊的強勢最終因2019冠状病毒使所有比賽暫停因而終止。

## 外部連結
- Hibernian F.C. profile
- {{Soccerbase}} template missing ID and not present in Wikidata.
- Soccerway資料庫：喬登·福斯特